# NGC 2087
NGC 2087 is een balkspiraalstelsel in het sterrenbeeld Schilder. Het hemelobject werd op 6 december 1834 ontdekt door de Britse astronoom John Herschel.

## Synoniemen
- ESO 159-26
- IRAS 05433-5533
- PGC 17684